# Micrapate bruchi
Micrapate bruchi är en skalbaggsart som beskrevs av Pierre Lesne 1931. Micrapate bruchi ingår i släktet Micrapate och familjen kapuschongbaggar. Inga underarter finns listade i Catalogue of Life.